# 中間擬尖棘鯛
中間擬尖棘鯛為輻鰭魚綱鱸形目鱸亞目尖棘鯛科的一種，為亞熱帶海水魚，分布於中西太平洋巴布亞紐幾內亞海域，深度100-700公尺，棲息在底中層水域，生活習性不明。